# شوگر کریک (میزوری)
شوگر کریک (به انگلیسی: Sugar Creek) یک شهر در ایالات متحده آمریکا است که در میزوری واقع شده‌است. شوگر کریک ۲۹٫۳۴ کیلومتر مربع مساحت و ۳٬۳۴۵ نفر جمعیت دارد و ۲۵۰ متر بالاتر از سطح دریا واقع شده‌است.